# خوان فرناندز (بازیکن فوتبال، زاده ۱۹۸۰)
خوان فرناندز (اسپانیایی: Juan Fernández‎؛ زادهٔ ۵ مارس ۱۹۸۰) بازیکن فوتبال اهل آرژانتین است.

## باشگاهی
از باشگاه‌هایی که در آن بازی کرده‌است می‌توان به باشگاه فوتبال ریور پلاته، باشگاه فوتبال بروسیا دورتموند، باشگاه فوتبال استودیانتس، باشگاه ورزشی سن لورنسو آلماگرو و باشگاه فوتبال آرژانتینوس جونیورز اشاره کرد.

## تیم ملی
وی همچنین در تیم‌های ملی فوتبال Argentina national under-17 football team، زیر ۲۰ سال آرژانتین و آرژانتین بازی کرده‌است.